# Iguaçu (Canindé)
Iguaçu é um distrito do município brasileiro de Canindé, no interior do estado do Ceará. Segundo o censo demográfico de 2022, realizado pelo Instituto Brasileiro de Geografia e Estatística (IBGE), sua população era de 1 216 habitantes e havia 418 domicílios particulares permanentes ocupados. Foi criado pela lei municipal nº 1.215 de 28 de abril de 1992.
De acordo com o IBGE, em 2010 a população era de 1 448 habitantes e havia 408 domicílios particulares.